# 1. FC Neubrandenburg 04
 (septembre 2012).
Si vous disposez d'ouvrages ou d'articles de référence ou si vous connaissez des sites web de qualité traitant du thème abordé ici, merci de compléter l'article en donnant les références utiles à sa vérifiabilité et en les liant à la section « Notes et références ».
Maillots
Le 1. FC Neubrandenburg 04 est un club allemand de football localisé dans la ville de Neubrandenburg, dans le Mecklembourg-Poméranie-Occidentale.

## Histoire
Le club adopta son nom actuel, en 2004, après avoir connu plusieurs fusions depuis la réunification allemande.
Pour rappel, en 1945, tous les clubs allemands furent dissous par les Alliés, (voir Directive no 23).

### BSG Turbine Neubrandenburg
Le club fut reconstitué par d’anciens membres de clubs précédents en 1947 sous le nom de SG Neubrandenburg.
Le cercle porta brièvement le nom de SG Fritz Reuter Neubrandenburg puis fut renommé BSG Energie Neubrandenburg, le 1er mai 1950. En 1952, il devint le BSG Turbine Neubrandenburg
Le club joua dans la plus haute division du Mecklembourg-Poméranie-Occidentale, la Landesklasse et en fut vice-champion en 1951. L’année suivante, cette ligue devint la Berziksliga Mecklemburg-Vorpommern. Durant la première saison, le cercle fut vice-champion puis au terme du championnat 1953 1954, il conquit le titre et monta en DDR-Liga, la division 2 est-allemande.
Le BSG Turbine Neubrandenburg ne put faire mieux qu’une 12e place sur 14 dans le groupe 1. En raison d’une refonte des ligues, le club passa en II. DDR-Liga, une "sous division 2" équivalent dans les faits au 3e niveau.
En 1956, Turbine Neubrandenburg hérita de la dernière place du groupe Nord et fut donc relégué vers la Berziksliga Meclemburg-Vorpommern, doit le niveau 4.
Vice-champion l’année suivante, le cercle profita d’une nouvelle restructuration (la II. DDR-Liga passait de 2 à 5 groupes) et remonta.
Turbine Neubrandenburg assura son maintien de justesse en 1958, termina en milieu de tableau en 1959 puis fut 3e en 1960.
Les compétitions est-allemandes qui s’étaient déroulées sur le modèle soviétique (de mars à novembre) entre 1956 et 1960 retrouvèrent alors le format conventionnel (de la fin de l’été jusqu’à la fin du printemps de l’année suivante).
On ne joua donc pas de matches officiels durant les sept premiers mois de l’année 1961. Cela laissa le temps aux responsables politiques de procéder à quelques "adaptations". Un nouveau club fut fondé, le SC Neubrandenburg avec l’ambition d’en faire une entité compétitive.
Le BSG Turbine Neubrandenburg fut englobé dans ce nouveau club.

### BSG Post Neubrandenburg

Ancien logo du BSG Post Neubrandenburg

Après l’échec du SC Neubrandenburg, les responsables modifièrent leurs vues. Le 19 janvier 1966 fut créée le Fussball Sportverein Neubrandenburg ou FSV Neubrandenburg. Ce cercle eut une existence éphémère car le 26 avril 1966 il fut fusionné avec les reliefs du SC Neubrandenburg, destitué. C'est-à-dire que le club ne fut plus jugé digne d’être un "Sportclub", une formation d’élite (leitungsport) et retrouva le statut de Bertriebsportgemeinschaft ou BSG destinée au loisir (breitensport) sous le nom de BSG Post Neubrandeburg.
Le BSG Post Neubrandeburg joua alors en DDR-Liga sans interruption jusqu’en 1991. Dans le courant de la saison 1989-1990, la DDR-Liga fut renommé NOFV-Liga.

### Depuis 1990

Après la réunification allemande, le BSG Post Neubrandeburg prit le nom de MSV Post Neubrandeburg. Il termina la saison 1990-1991 en NOFV-Liga, Groupe A à la 6e place sur 18. De 1991 à 1993, le cercle porta le nom de SV Post Telekom Neubrandenburg.
Le club évolua alors en Oberliga Nordost, le 3e niveau du football allemand réunifié. En 1993, le club prit le nom de FC Neubrandeburg. L’année suivante, la ligue recula au rang 4 après l’instauration des Regionalligen au 3e étage.

Le FC Neubrandeburg fut relégué en Verbansbliga Mecklemburg-vorpommern (Niveau 5) en 1995, où il fut vice-champion les trois années suivantes. En vue de la saison 1999-2000, le club fusionna avec son voisin du Tollense Neubrandenburg pour former le FC Tollense Neubrandenburg. Le cercle termine encore deux fois vice-champion lors des deux saisons suivantes.
Continuant à jouer les premiers rôles, le cercle fusionna à nouveau en 2004, cette fois avec le SV Nevag Neubrandenburg pour créer le 1. FC Neubrandenburg 04.
La fusion ne fonctionna pas directement et le club descendit en Landesliga Mecklemburg-vorpommern (Niveau 6) en 2005. Il y conquit directement le titre et remonta en Verbandsliga et y évolue encore en 2010-2011.

## Palmarès
- Vice-champion de Landesliga Mecklemburg-Vorpommern: 1952.
- Champion de Bezirksliga Mecklemburg-Vorpommern: 1954.
- Vice-champion de Bezirksliga Mecklemburg-Vorpommern: 1953, 1957.

## Joueurs connus (depuis 1990)
- Tim Borowski débuta en équipes de jeunes entre 1985 et 1996 au sein du club.
- Roland Benschneider débuta en équipes de jeunes entre 1984 et 1998 au sein du club.
- Jörg Stübner
- Marco Zallmann